# 高松信用金庫
高松信用金庫（たかまつしんようきんこ）は香川県高松市に本店を置く信用金庫である。愛称は「高信（たかしん）」。
統一金融機関コードは1830。コーポレートスローガンは「街に笑顔を!!」。
店舗数は高松市を中心に31店舗（2020年3月31日現在）。高松市内の店舗を統廃合した一方、2007年には観音寺市・三豊市に進出した。マスコットキャラクターはブルドッグの「サーブ」。
高松市に本店を置く金融機関として最初に、法人向けインターネットバンキングを提供を開始した。

## 金庫概要
- 経営理念：われわれは郷土の　すべての企業に繁栄を　すべての家庭に幸福を　もたらすために奉仕する
- 出資金 ： 2,027百万円
- 預金高 ： 4,253億円
- 貸出金 ： 2,098億円
- 単体自己資本比率 ： 10.83%

（注）2020年3月31日現在

## 基幹システム
- 信金大阪共同事務センターに加盟し、他の信金と共通のシステムを利用している。

### ATM
- CDを設置した当初から沖電気工業製を一貫して採用している。
- 2007年6月1日より時間外手数料を無料化している（他金融機関が幹事となる共同ATMは除く。以下同じ）。
- 2008年10月1日には、当信金を含む信金大阪共同事務センターに加盟する四国内の9信用金庫（独自のシステムを採用している高知信用金庫を除く。その後参加）相互間において、ATM時間外手数料の完全無料化を開始した。
- しんきんATMゼロネットサービスに加入しているため、高知信用金庫並びに他地域のゼロネットサービス加入信用金庫での入出金は、時間外手数料が必要な時間帯を除けば無料である。
- キャッシュカードが発行されている口座では、通帳のみで出金が可能。
- 2021年9月1日より、かがわアライアンスを組んでいる香川銀行とATMを相互開放している。

## 沿革
- 1949年（昭和24年）5月23日 - 市街地信用組合法により「高松相互信用組合」設立
- 1951年（昭和26年）10月 - 信用金庫法施行に伴い高松信用金庫に改組
- 1981年（昭和56年）10月 - 坂出信用金庫と合併
- 2004年（平成16年） 2月 - さぬき信用金庫（本店：丸亀市）と合併、営業区域を香川県全域とする
- 2007年（平成19年） 2月 - 預金着服・流用事件が発生し法令遵守態勢が不十分なため、四国財務局から業務改善命令を受ける
- 2008年（平成20年）10月1日 - 信金大阪共同事務センターに加盟する四国内の9信用金庫において、相互にATM入出金手数料を完全無料化。
- 2024年（令和6年）8月19日 - この日から磁気の影響を受けにくい新しい通帳（Hi-Co通帳）を取扱開始した(Hi -Co通帳に対応していない信用金庫ATMではHi -Co通帳は使えない。)[1]。